# Carl Hummel (Porträtmaler)

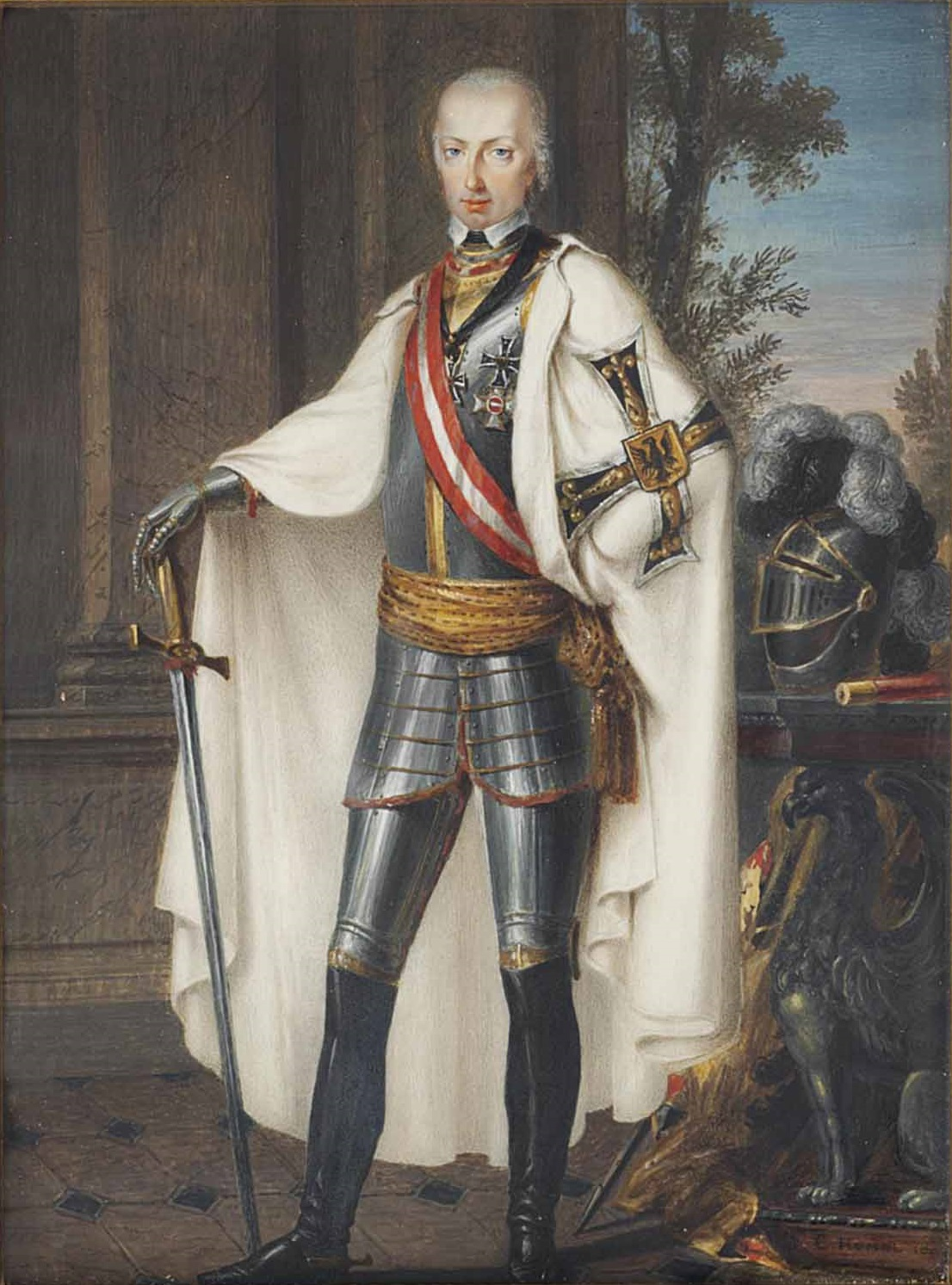
Carl Hummel, Erzherzog Karl von Österreich-Teschen, Aquarell auf Elfenbein (1801)

Carl Hummel, Frau eines österreichischen Husaren, Aquarell auf Elfenbein (1809)

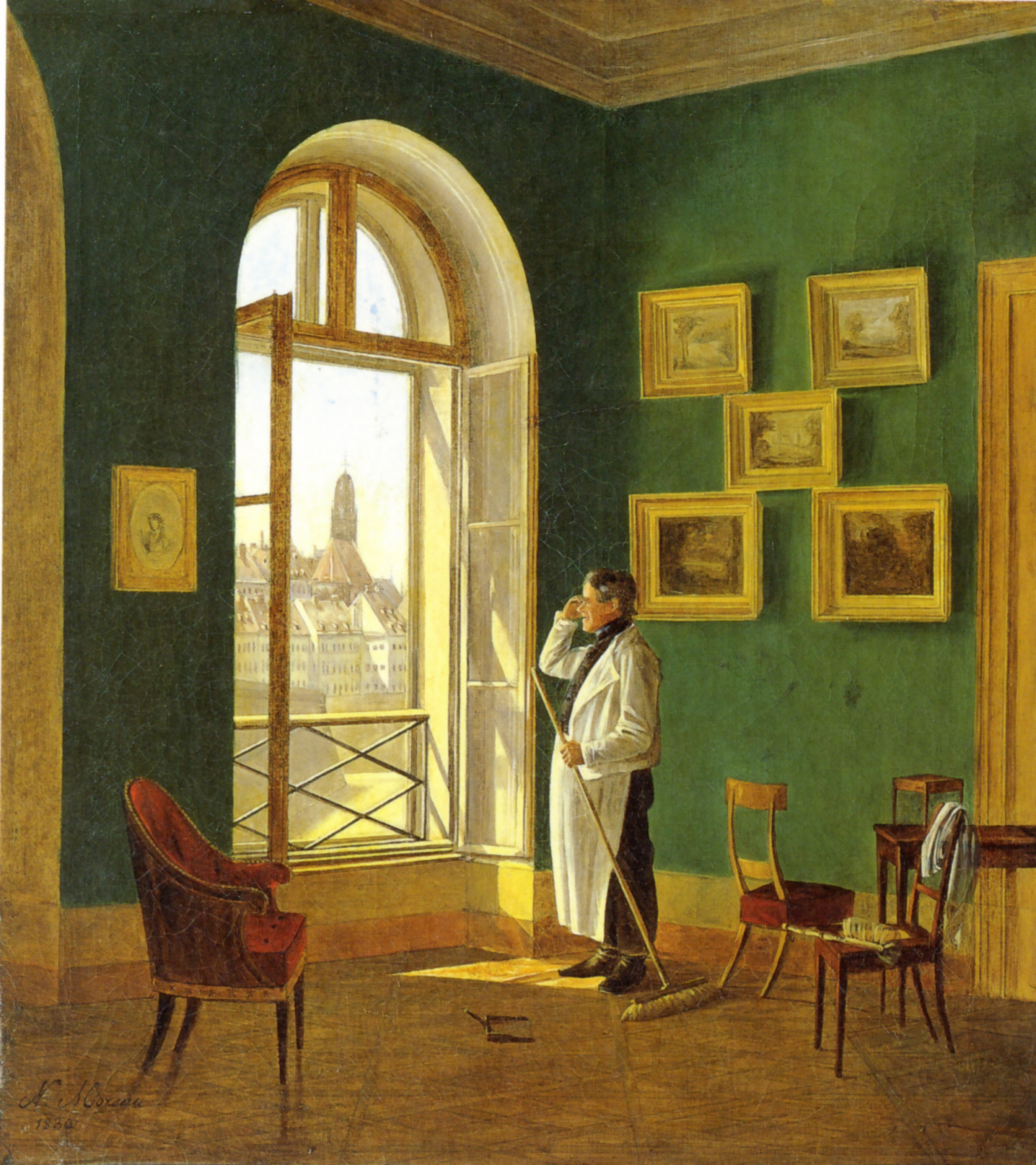
Nikolaus Moreau, Blick aus einem Fenster des Dianabades in Wien, 1830

Carl Ludwig Hummel, auch Carl Ludwig Hummel de Bourdon (eigentlich Charles Isidore Bourdon, * 9. Oktober 1769 in Baume-les-Dames bei Besançon, Département Doubs; † 23. April 1840 in Wien) war ein österreichischer Porträtmaler französischer Abstammung, der sich auf Miniaturbildnisse spezialisierte.

## Eltern
Seine Eltern waren
- Claude-François-Isidore Bourdon (* 10. Mai 1739 in Baume-les-Dames;[3][4] † 31. Januar 1815 in Wien),[5] Verwalter bei dem Grafen Maximilien-Auguste Bleickard d’Helmstatt (1728–1802), und
- Jeanne Bourdon geb. Nicolet (* um 1739 Provinz Franche-Comté;[6] † 8. Dezember 1820 in Wien).[7]

Beide hatten am 13. Juni 1763 in der Kirche Sainte-Madeleine in Besançon geheiratet. Zuletzt lebten sie bei ihrem Sohn im Dianabad, Leopoldstadt Nr. 559 (später Nr. 9).

## Leben
Die Familie floh vermutlich 1793/94 vor der Terrorherrschaft aus Frankreich und ist danach im schweizerischen Bern nachweisbar. Schon vor seiner Heirat trug er den Titel „Peintre de son Altesse Impériale la Palatine“, stand somit in Diensten der Zarentochter Alexandra Pawlowa (1783–1801), die 1799 den Erzherzog-Palatin Joseph (1776–1847) geheiratet hatte, den Statthalter des Kaisers in Ungarn. Ob er dort auch gelebt hat, ist nicht bekannt.
Ab 1799/1800 ist der Maler bereits in Wien nachweisbar und nannte sich fortan Carl Hummel (dem deutschen Wort für „Bourdon“), wurde aber in den Kirchenbüchern noch bei der Geburt seiner Tochter (1817) als „Hummel Bourdon“ registriert. Am 10. September 1800 heiratete er in der Michaelerkirche die aus Paris stammende Louise Aglaé Quidor de Perez, die Tochter des ehemaligen Pariser Polizeiinspektors Étienne-François Quidor und seiner Frau Marie geb. Charon. Die gleichfalls nach Wien geflohene Familie stand unter dem Schutz des Grafen Johann Anton Pergen. Die Angaben zu Hummels Person lauten im Trauungsbuch der Kirche:
„Karl Hummel de Pourdon (!) ein Hofmahler von Bern aus der Schweitz des Hrn. Isidor Hummel de Bourdon eines Herschaftl[ichen] Verwalters und der Johana Nicolet ehl. Sohn in Michaeler Hauß No. 1221.“
Gemeint ist das kleine Michaelerhaus am Michaelerplatz Nr. 1221. Anhand der Geburten seiner Kinder lässt sich nachweisen, dass er dann 1801 in der Spanglerstraße Nr. 603 in der Nähe der Peterskirche wohnte, 1805 am Kohlmarkt Nr. 267 und von 1807 bis 1810 in der Teinfaltstraße Nr. 110.
Der Kunsthistoriker Jean de Bourgoing schreibt, dass Hummel „den neuen Stil der französischen Miniaturmalerei, die sich während der Revolution ihrer aristokratischen Note entledigt hatte, nach Wien brachte. Nicht nur in ihrer Tracht erscheinen nun die Dargestellten demokratisiert, sondern auch in ihrer Haltung und Entourage sind die Porträts aller Formate einfacher gehalten und jeder, wenige Jahre früher noch so beliebten theatralischen oder gezierten Pose ferne.“
Hummel genoss speziell unter Künstlern und Adligen hohes Ansehen. So schrieb die mit Beethoven befreundete ungarische Gräfin Josephine von Deym geb. Brunsvik am 24. Juni 1802 aus Nußdorf ob der Traisen an ihren Mann, den Grafen Joseph von Deym: „Hat den[n] Humel das Porträt der Palatine geschickt? Ich habe den [Diener] Joseph hingeschickt als ich da war.“ Das Porträt war vermutlich für die berühmte Kunstgalerie im Palais Deym bestimmt.
Im Januar 1808 erwarb Hummel zusammen mit dem Architekten Charles de Moreau ein Areal in der Leopoldstadt und ließ darauf die erste „öffentlich privilegierte Badeanstalt“ in Wien errichten, das sogenannte Dianabad, das am 1. Juli 1810 eröffnet wurde, und wo Hummel bis zu seinem Tod auch wohnte. Das beliebte Bad sicherte ihm zeitlebens ein festes Einkommen, so dass er auf die Einkünfte aus seiner Malerei nicht angewiesen war.
1813 beteiligte er sich an der ersten öffentlichen Ausstellung der Wiener Akademie der bildenden Künste mit sechs Porträts, hauptsächlich von Persönlichkeiten des Wiener Adels und des Kulturlebens, darunter Domenico Artaria, Fürst Ferdinand von Kinsky und Graf Johann Rudolf Czernin. Genannt werden auch Porträts von Peter von Braun und Graf Ferdinand Pálffy.
Insbesondere während des Wiener Kongresses 1814/15 schuf er zahlreiche Porträtminiaturen. Die meisten Auftraggeber waren sehr zufrieden. Joseph Carl Rosenbaum, ein Musikliebhaber und Angestellter des Fürsten Nikolaus II. Esterházy, dessen Porträt Hummel 1815 begonnen hatte, notierte am 10. Januar 1816 in seinem Tagebuch: „[Johann Joachim] Effenrath brachte mein Porträt von Hummel, ein sehr gelungenes, vollendetes Werk, welches alle vortrefflich fanden.“
Guillaume-Isidore Baron de Montbel schreibt in seiner Biographie über den frühverstorbenen Herzog von Reichstadt (1811–1832), dass Hummel um 1817/18 auch diesen porträtierte:

„Ein französischer Maler, seit langer Zeit in Wien ansäßig, empfehlungswürdig durch seine Kunst, wie durch seinen Charakter, Herr Hummel, […] wurde, als der Prinz zwischen sechs und sieben Jahre alt war, berufen, um ihn zu malen.“

In späteren Jahren betätigte er sich auch als Kunstschätzer. So ist das Verzeichnis der Kunstsammlung aus dem Nachlass der verstorbenen Beethoven-Freundin Josephine Brunsvik unterzeichnet: „Wien den 1. July 1821 Carl Hummel mit Inhaber des Dianabads.“
Er starb am 23. April 1840 im Alter von 71 Jahren „an Folgen organischen Fehlers im Unterleibe“ in seiner Wohnung Leopoldstadt Nr. 9 (Dianabad). Sein Grab, das ein „in schönen Maßen gehaltenes Denkmal“ ziert, befindet sich auf dem Sankt Marxer Friedhof.

Werke von Carl Hummel
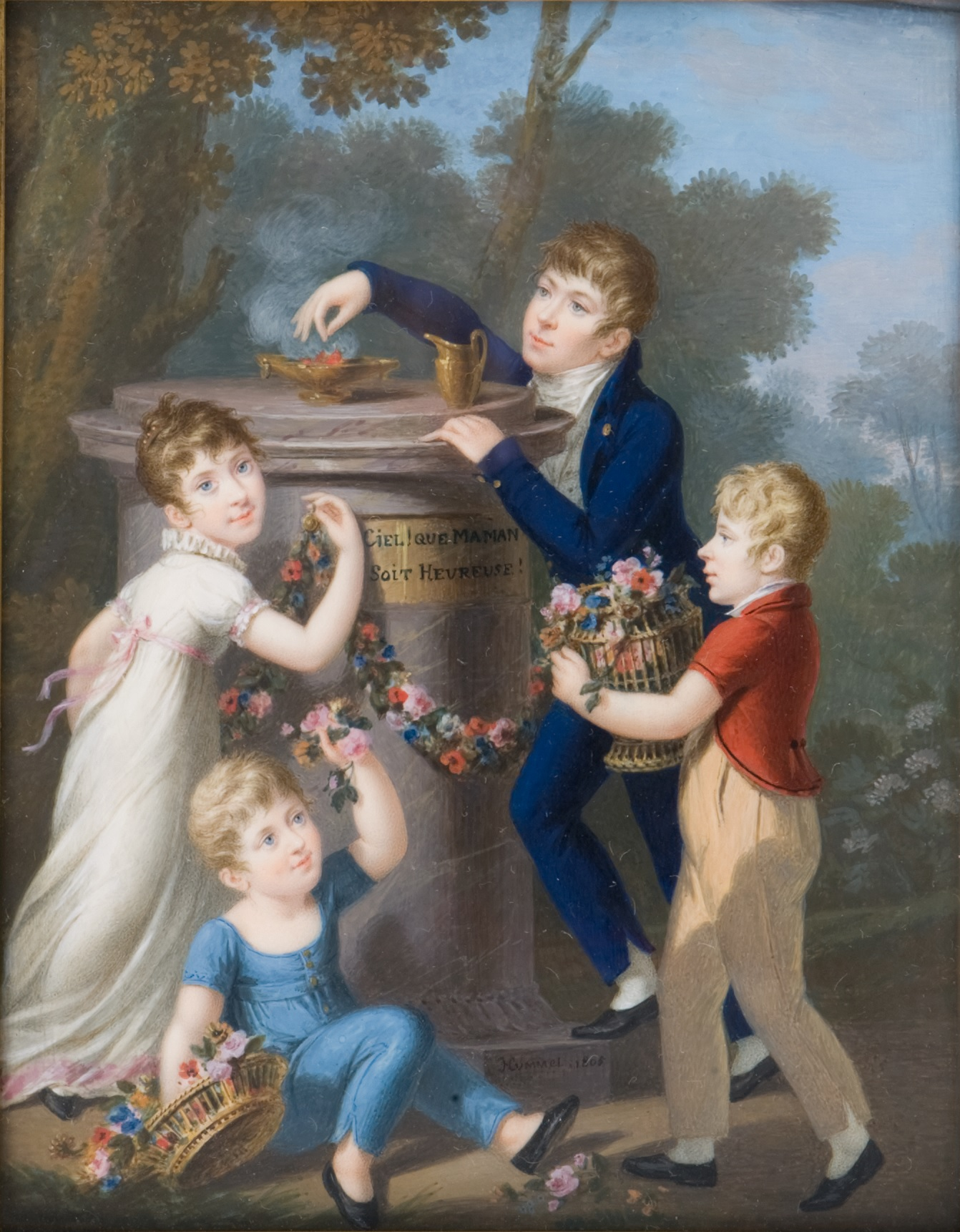
Die Kinder des Grafen Antoni Lanckoroński (1805)
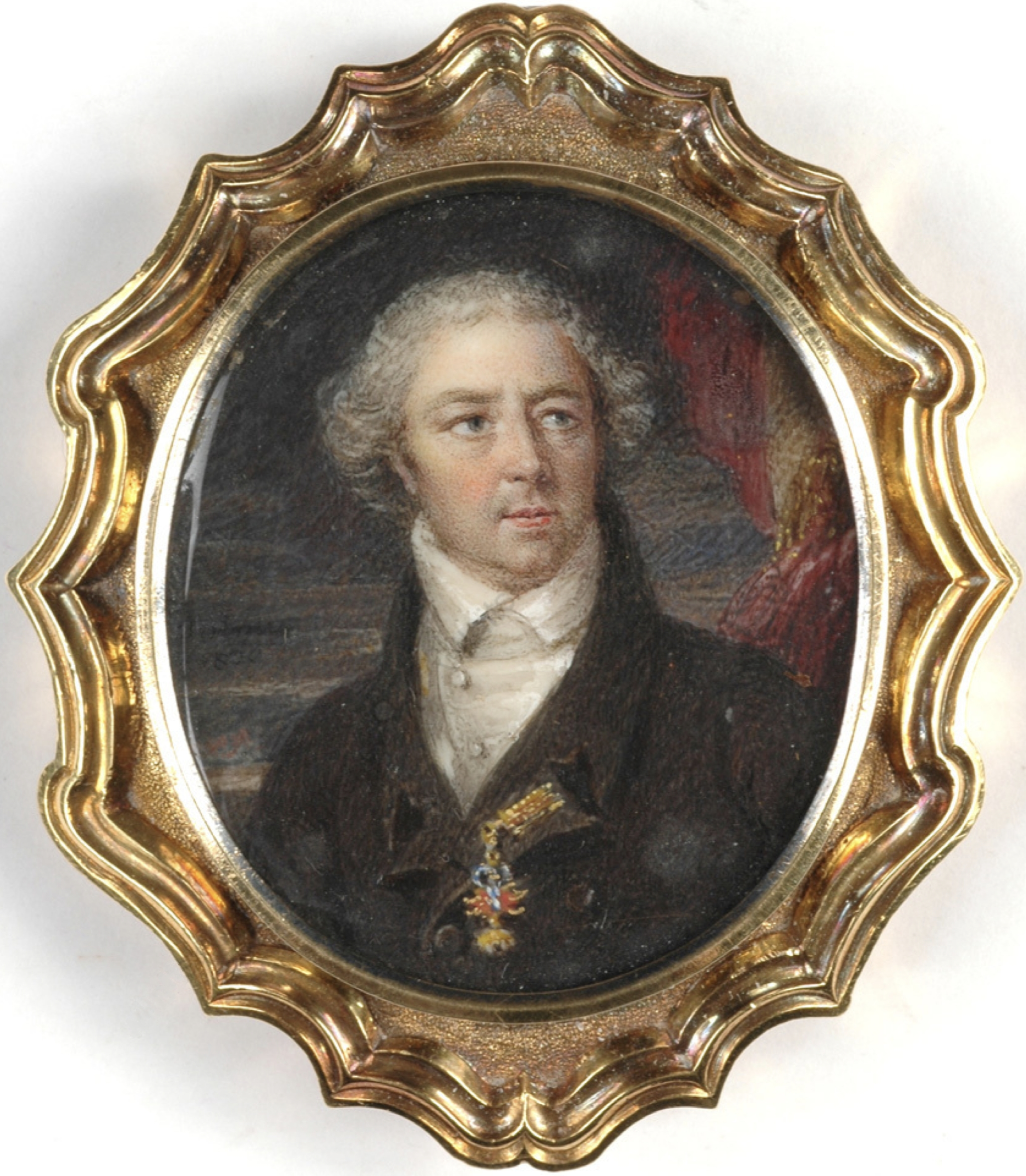
Fürst Karl Alexander von Thurn und Taxis, Aquarell und Gouache auf Elfenbein, 4,0 × 3,4 cm (1809)
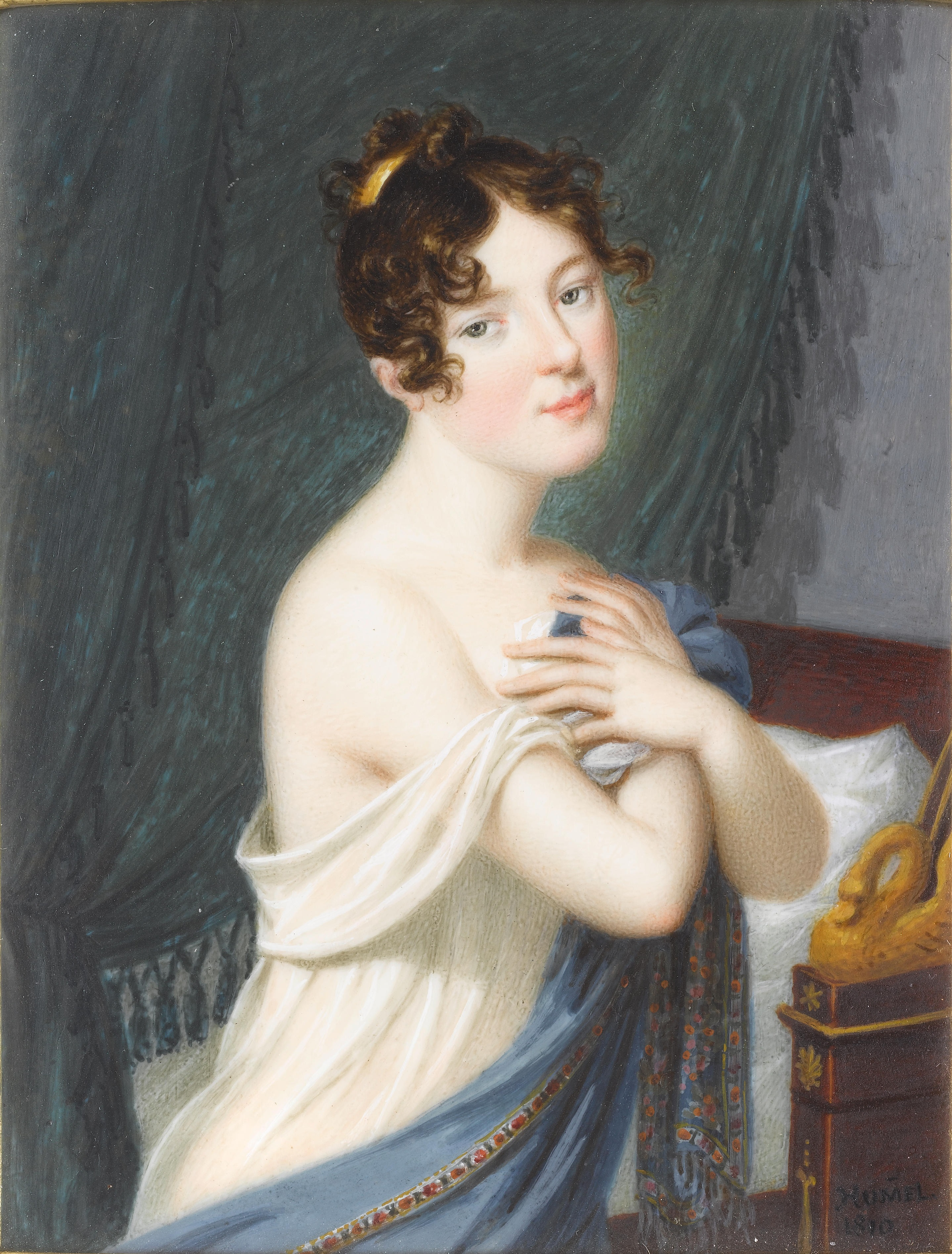
Bildnis einer jungen Dame, Aquarell auf Elfenbein (1810)
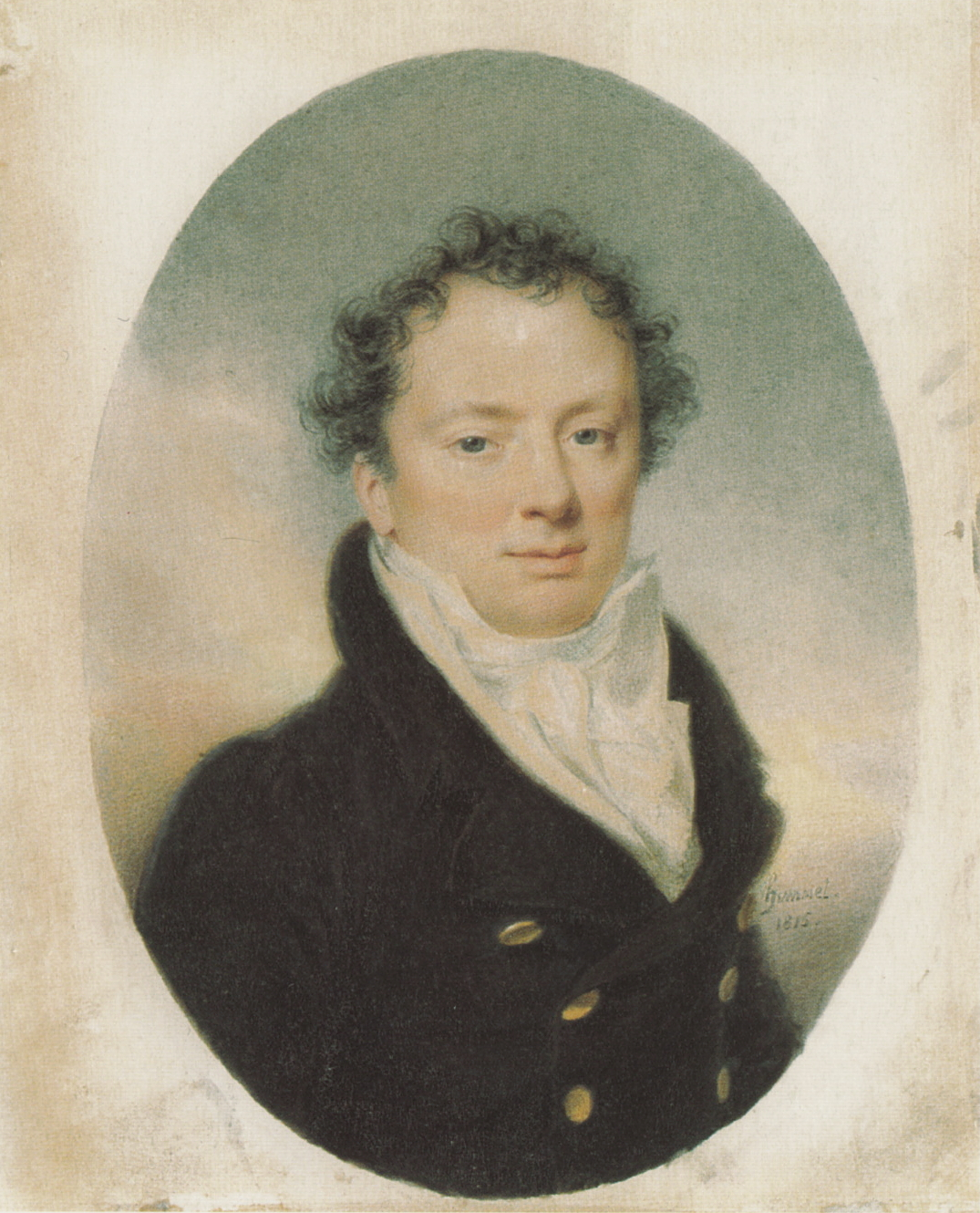
Joseph Carl Rosenbaum (1815), Wien Museum
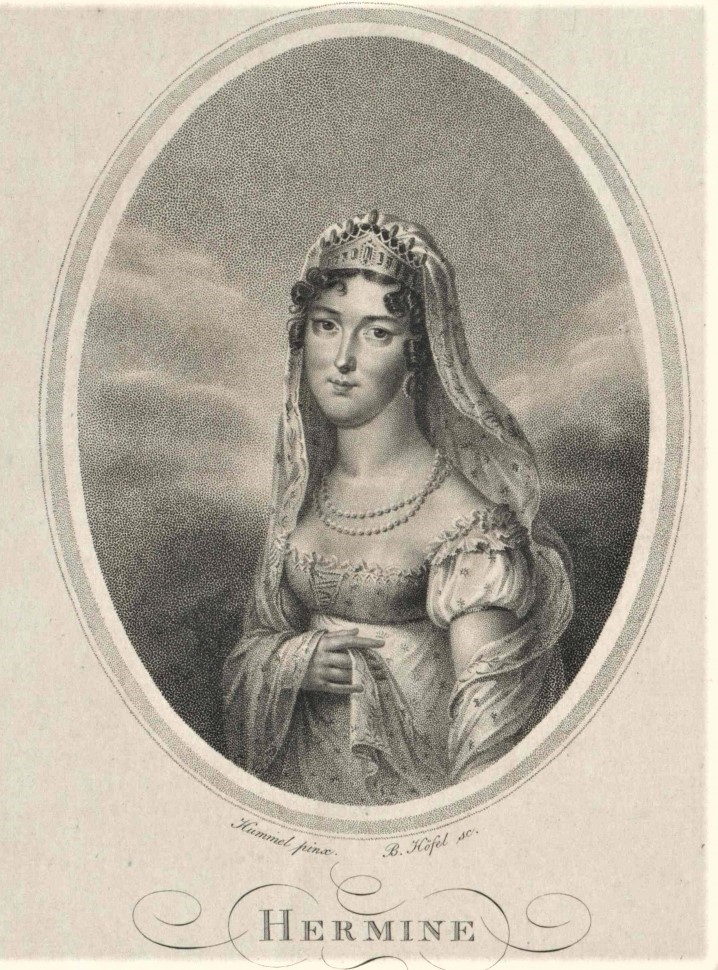
Erzherzogin Hermine von Österreich, Stich von Blasius Höfel nach einer Zeichnung von Carl Hummel (um 1815)
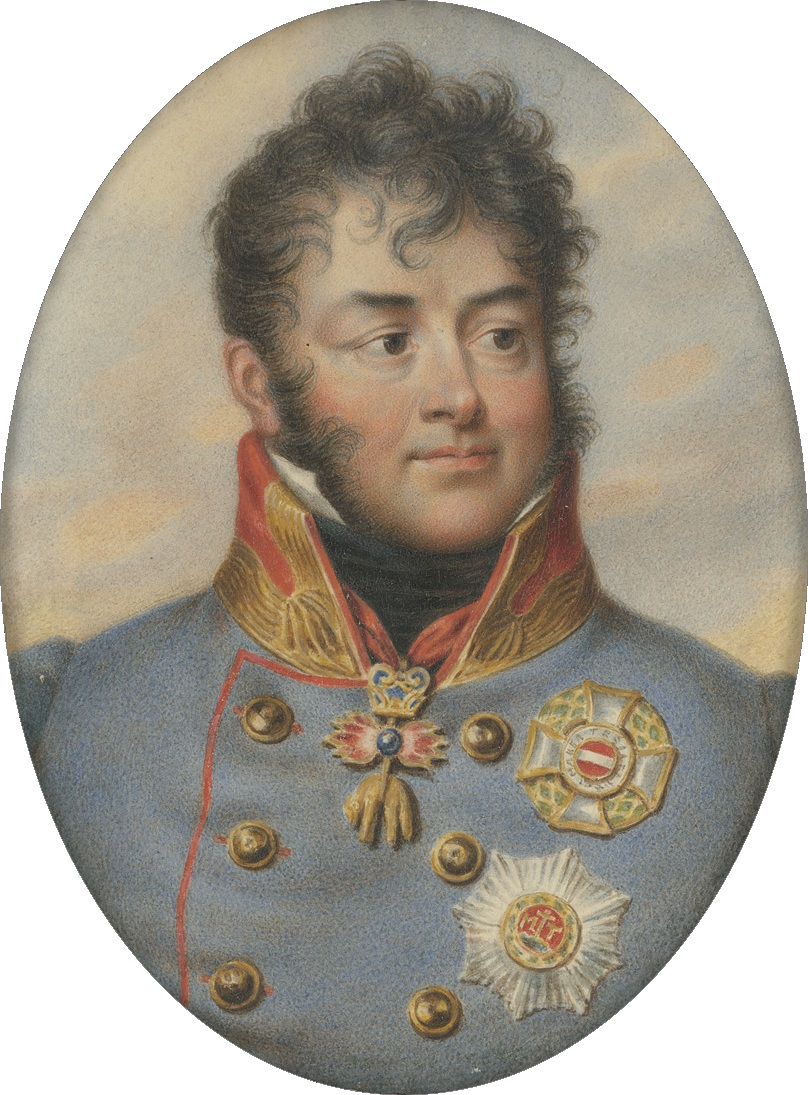
Bildnis des Fürsten Karl Philipp zu Schwarzenberg (1816), Wien Museum
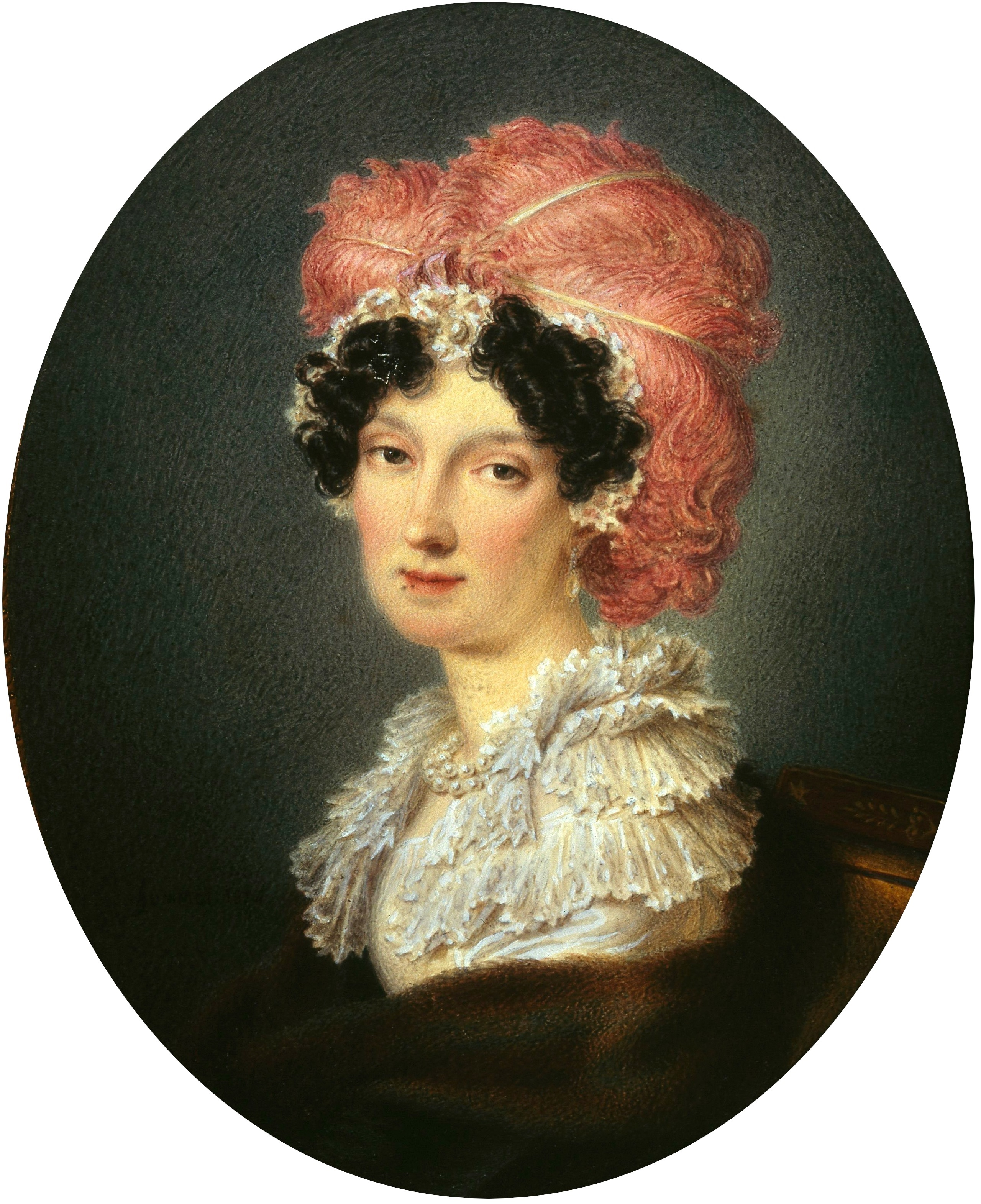
Miniaturporträt von Zofia Branicka (1824), Warschau, Nationalgalerie

## Bekanntschaft mit Beethoven
Hummels Freund, der Architekt Charles de Moreau, der 1803 nach Wien kam, bezog dort eine Wohnung im „Rothen Haus“ in der Alservorstadt Nr. 173. Vom Mai bis November 1804 wohnte dort auch Ludwig van Beethoven, ebenso dessen Freund Stephan von Breuning.
Somit hält es Rita Steblin für denkbar, dass auch Beethoven den Maler kannte und dieser die beiden Elfenbein-Miniaturen schuf, die später in seinem Nachlass gefunden wurden. Die Porträts, die zwei unbekannte Frauen darstellen, stammen höchstwahrscheinlich von demselben Künstler.

## Bekanntschaft mit Chopin
Von Bedeutung sind daneben Hummels Begegnungen mit dem Komponisten Frédéric Chopin, als dieser sich vom 23. November 1830 bis 20. Juli 1831 in Wien aufhielt. Chopin schreibt am 22. Dezember 1830 an seine Familie: „Apropos Malen, gestern früh war Hummel mit seinem Sohn bei mir, er beendet mein Porträt, es ist so ähnlich, daß es nicht besser sein könnte. Ich sitze im Morgenrock auf dem Schemel, mit inspirierter Miene, weiß nicht einmal, woher. Mit Bleistift oder vielmehr mit Kreide und im Quartformat, ich glaube, ein Stich.“
Am 14. Mai 1831 schreibt er der Familie, dass er mit Hummel den Arzt Johann Malfatti in dessen Haus am Küniglberg in Hietzing besucht hat: „Malfatti ist nämlich mit seinen Kindern aufs Land gefahren. Ihr werdet es nicht glauben, wie schön der Ort ist, an dem er wohnt; heute vor einer Woche war ich mit Hummel bei ihm. Er führte uns auf seinem Landsitz umher, zeigte uns dessen Schönheiten, und als wir auf den höchsten Gipfel des Berges gestiegen waren, wollten wir überhaupt nicht mehr herunter.“
Das Frédéric-Chopin-Museum Warschau besitzt eine farbige Zeichnung Hummels, die erstmals 1949 bei der Wiener Chopin-Ausstellung als jenes Porträt bezeichnet wurde. Die neuere Chopin-Forschung bezweifelt dagegen, dass dieses Porträt Chopin zeigt.

## Familie
Carl Hummel und seine Frau hatten fünf Kinder:
- Franz Seraph Isidor Hummel (* 5. Juli 1801 in Wien;[29] † 29. Oktober 1805 ebenda),
- Maria Anna „Ninna“ Hummel (* 13. Januar 1807 in Wien),
- Franz Isidor Hummel (* 25./26. September 1810 in Wien; 22. September 1822 ebenda),
- Carl Eugen Hummel (* 21. November 1812 in Wien; † 12. Februar 1874 ebenda), der gleichfalls Maler wurde, und
- Johanna Ludovica Hummel (* 26. März 1817 in Wien;[30] † 16. November 1824 ebenda).[31]